# Éclair de lune
Pour plus de détails, voir Fiche technique et Distribution.
Éclair de lune (Moonstruck) est une comédie romantique américaine réalisée par Norman Jewison, sortie en 1987.

## Synopsis
Jeune veuve, Loretta vit à Brooklyn. Johnny, qui doit l'épouser, part auparavant en Sicile au chevet de sa mère mourante. Il charge Loretta de le réconcilier durant son absence avec son frère Ronny. Loretta prendra tellement à cœur sa mission qu'elle tombera dans les bras de ce dernier.

## Fiche technique
- Titre : Éclair de lune
- Titre original : Moonstruck
- Réalisation : Norman Jewison
- Scénario : John Patrick Shanley
- Photographie : David Watkin
- Format : 1.85 X 1 - Son : Dolby-Stéréo
- Producteurs : Norman Jewison et Patrick Palmer
- Musique : Dick Hyman
- Costumes : Theoni V. Aldredge
- Montage : Lou Lombardo
- Société de distribution : Metro-Goldwyn-Mayer
- Pays :  États-Unis
- Langues : anglais, italien
- Box-office : 80 640 528 $
- Durée : 102 minutes
- Dates de sortie :
  - États-Unis : 16 décembre 1987 (New York)
  - États-Unis : 18 décembre 1987
  - France : 16 mars 1988

## Distribution
- Cher (VF : Élisabeth Wiener) : Loretta Castorini
- Nicolas Cage (VF : Dominique Collignon-Maurin) : Ronny Cammareri
- Vincent Gardenia (VF : Jacques Deschamps) : Cosmo Castorini
- Olympia Dukakis (VF : Nathalie Nerval): Rose Castorini
- Danny Aiello (VF : Alain Dorval) : M. Johnny Cammareri
- Julie Bovasso (VF : Paule Emanuele) : Rita Cappomaggi
- John Mahoney (VF : Bernard Tiphaine) : Perry
- Louis Guss (VF : Michel Bardinet) : Raymond Cappomaggi
- Feodor Chaliapin Jr. (VF : Henri Labussière) : Le grand-père de Loretta
- Anita Gillette : Mona
- Leonardo Cimino : Felix
- Nada Despotovich (VF : Marie-Christine Robert) : Chrissy
- Joe Grifasi : le serveur
- Robert Weil (VF : Henry Djanik) : Bobo
- Robin Bartlett : Barbara
- Helen Hanft : Lotte
- Paula Trueman : Lucy

## Musique
L'extrait de La Bohème de Puccini est chanté par Renata Tebaldi et Carlo Bergonzi.

## Distinctions

### Récompenses
- 1988 :
  - 3 Oscars[1] : 
    - Meilleure actrice pour Cher
    - Meilleur second rôle pour Olympia Dukakis
    - Meilleur scénario pour John Patrick Shanley

  - American Comedy Award
  - Ours d'argent du meilleur réalisateur à la Berlinale pour Norman Jewison
  - 2 Golden Globes :
    - Meilleure actrice dans une comédie (Cher)
    - Meilleur second rôle féminin (Olympia Dukakis)
- 1989 :
  - ASCAP Award pour le Top Box Office Films

### Nominations
- 1988 :
  - 3 Oscars : 
    - Meilleur film
    - Meilleur réalisateur (Norman Jewison)
    - Meilleur second rôle masculin (Vincent Gardenia)

  - 3 Golden Globes :
    - Meilleur film de comédie
    - Meilleur acteur dans une comédie (Nicolas Cage)
    - Meilleur scénario

  - 4 BAFTA :
    - Meilleure actrice (Cher)
    - Meilleur second rôle féminin (Olympia Dukakis)
    - Meilleur scénario original (John Patrick Shanley)
    - Meilleure musique de film (Dick Hyman)

  - Ours d'Or au Festival de Berlin
- 1989 :
  - Award of the Japanese Academy